# Vlachovice, Žďár nad Sázavou
Vlachovice là một làng thuộc huyện Žďár nad Sázavou, vùng Vysočina, Cộng hòa Séc.